# Justine Greening
Justine Greening (30 de abril de 1969) es una política británica, miembro del Partido Conservador que fue secretaria de Estado para la Educación y ministra para la Mujer e Igualdad de 2016 a 2018.
Secretaria de Estado para la Ayuda exterior entre 2012 y 2016, Greening fue elegida por primera vez como miembro del Parlamento en 2005 por Putney (hasta 2019) y jurada del Consejo Privado del Reino Unido en 2011.
También se desempeñó en el gobierno de coalición conservador-liberal los cargos de secretaria de Económica del Tesoro y secretaria de Estado para el Transporte.
Fue precandidata conservadora a la alcaldía de Londres, siendo seleccionada finalmente Susan Hall en las próximas elecciones a la alcaldía de Londres de 2024.